# Лупол Іван Еммануїлович
Іван Еммануїлович Лу́пол (нар. 7 січня 1926, Дмитрашківка — пом. 14 січня 2004, Волгоград) — український і російський хоровий диригент; заслужений діяч мистецтв РРФСР з 1974 року. Автор хорових творів, обробок народних пісень.

## Біографія
Народився 7 січня 1926 року в селі Дмитрашівці Піщанського району (тепер Тульчинський район Вінницької області, Україна). У 1944—1948 роках служив у Збройних силах СРСР. Брав участь у німецько-радянській війні. Нагороджений орденом Вітчизняної війни ІІ ступеня (6 квітня 1985), медалями «За перемогу над Німеччиною» (9 травня 1945), «За відвагу» (20 травня 1945). У 1948—1949 роках працював у Будинку культури смт Піщанки;
1952 року закінчив Київське музичне училище (клас хорового диригування Анатолія Поляруша); 1957 року — консерваторію (клас Григорія Верьовки). У 1957—1961 роках — завідувач кафедри музики Вінницького педагогічного інституту, викладач хорових дисциплін Вінницького музичного училища.
З 1961 року — диригент, у 1965–1967 роках — художній керівник і головний диригент заслуженої хорової капели «Трембіта» у Львові.
У 1967—1986 роках — художній керівник і головний диригент Волгоградської хорової капели, у репертуарі якої — «Реквієм» Л. Керубіні, «Фантазія» Л. ван Бетговена, «Москва» П. Чайковського, «Кримські сонети» С. Монюшка, «Пісня про ліси» Д. Шостаковича, твори радянських і зарубіжних композиторів, народні пісні.
З 1986 року на пенсії, керував самодіяльними хоровими колективами. Помер у Волгограді 14 січня 2004 року.